# Fuminlu
Fuminlu (kinesiska: 富民路, 富民路街道)  är ett stadsdelsdistrikt i Kina. Det  ligger i storstadsområdet Tianjin, i den norra delen av landet, nära eller i stadens centrum. Antalet invånare är 45 419. Befolkningen består av 22 462 kvinnor och 22 957 män. Barn under 15 år utgör 7,0 %, vuxna 15-64 år 80 %, och äldre över 65 år 12,0 %.